# Kiwi (rivière)
Pour les articles homonymes, voir Kiwi.
La rivière Kiwi  (en anglais : Kiwi River) est un cours d’eau situé dans l’Île du Sud de la Nouvelle-Zélande.

## Géographie
C’est l’une des sources de la rivière Hope. Elle s’écoule essentiellement vers le nord-ouest à partir de sa source dans le Parc de la Forêt du Lac Sumner, à 4 km au nord du Lac Sumner.
Il y a par ailleurs de nombreuses autres petites rivières en Nouvelle-Zélande appelées « Kiwi stream » ou « Kiwi creek ».